# La Croupte
La Croupte est une ancienne commune française, située dans le département du Calvados en région Normandie, devenue le 1er janvier 2016 une commune déléguée au sein de la commune nouvelle de Livarot-Pays-d'Auge.
Elle est peuplée de 114 habitants.

## Toponymie
Le nom de la localité est attesté sous les formes Crote en 1234 ; Croute, Cruta, Crupta en 1350 (pouillé de Lisieux, p. 56).
Toponyme signifiant « caverne, grotte ». On peut constater la présence d'une cavité artificielle près de l'église.
Le gentilé est Crouptois.

## Histoire
Le 1er janvier 2016, La Croupte intègre avec vingt et une autres communes la commune de Livarot-Pays-d'Auge créée sous le régime juridique des communes nouvelles instauré par la loi no 2010-1563 du 16 décembre 2010 de réforme des collectivités territoriales. Les communes d'Auquainville, Les Autels-Saint-Bazile, Bellou, Cerqueux, Cheffreville-Tonnencourt, La Croupte, Familly, Fervaques, Heurtevent, Livarot, Le Mesnil-Bacley, Le Mesnil-Durand, Le Mesnil-Germain, Meulles, Les Moutiers-Hubert, Notre-Dame-de-Courson, Préaux-Saint-Sébastien, Sainte-Marguerite-des-Loges, Saint-Martin-du-Mesnil-Oury, Saint-Michel-de-Livet, Saint-Ouen-le-Houx et Tortisambert deviennent des communes déléguées et Livarot est le chef-lieu de la commune nouvelle.

## Politique et administration
| Période                                  | Période       | Identité          | Étiquette | Qualité                              |
| ---------------------------------------- | ------------- | ----------------- | --------- | ------------------------------------ |
| 1965                                     | 1989          | Maurice Lethorey  |           |                                      |
| 1989                                     | 2001          | Françoise Lévêque | SE        | Professeur d'histoire                |
| 2001                                     | Mars 2008     | Patrick Lethorey  | SE        | Agent technique territorial          |
| Mars 2008                                | Février 2013  | Françoise Lévêque | SE        | Retraitée de l'enseignement          |
| Avril 2013                               | Décembre 2015 | Jean Lévêque      | SE        | Retraité (mari de Françoise Lévêque) |
| Les données manquantes sont à compléter. |               |                   |           |                                      |

## Démographie
En 2021, la commune comptait 114 habitants. Depuis 2004, les enquêtes de recensement dans les communes de moins de 10 000 habitants ont lieu tous les cinq ans (en 2008, 2013, 2018, etc. pour La Croupte) et les chiffres de population municipale légale des autres années sont des estimations.
| 1793 | 1800 | 1806 | 1821 | 1831 | 1836 | 1841 | 1846 | 1851 |
| ---- | ---- | ---- | ---- | ---- | ---- | ---- | ---- | ---- |
| 395  | 386  | 353  | 334  | 307  | 291  | 277  | 261  | 241  |

| 1856 | 1861 | 1866 | 1872 | 1876 | 1881 | 1886 | 1891 | 1896 |
| ---- | ---- | ---- | ---- | ---- | ---- | ---- | ---- | ---- |
| 215  | 210  | 187  | 162  | 148  | 154  | 138  | 117  | 106  |

| 1901 | 1906 | 1911 | 1921 | 1926 | 1931 | 1936 | 1946 | 1954 |
| ---- | ---- | ---- | ---- | ---- | ---- | ---- | ---- | ---- |
| 110  | 102  | 81   | 88   | 95   | 80   | 68   | 68   | 77   |

| 1962 | 1968 | 1975 | 1982 | 1990 | 1999 | 2008 | 2013 | 2018 |
| ---- | ---- | ---- | ---- | ---- | ---- | ---- | ---- | ---- |
| 73   | 76   | 68   | 71   | 77   | 73   | 122  | 134  | 116  |

| 2019 | - | - | - | - | - | - | - | - |
| ---- | - | - | - | - | - | - | - | - |
| 115  | - | - | - | - | - | - | - | - |

## Lieux et monuments
- Église Saint-Martin du XVe siècle qui fait l’objet d’une inscription au titre des monuments historiques depuis le 30 décembre 1986[13]. La façade sud est gravée d'anciens cadrans canoniaux.
- Source miraculeuse dédiée à saint Martin appelée fontaine à guenilles dont l'eau aurait la propriété de guérir les maladies de peau. Un chiffon ou un vêtement est trempé dans l'eau puis frotté sur la peau et laissé accroché au bord de la fontaine.

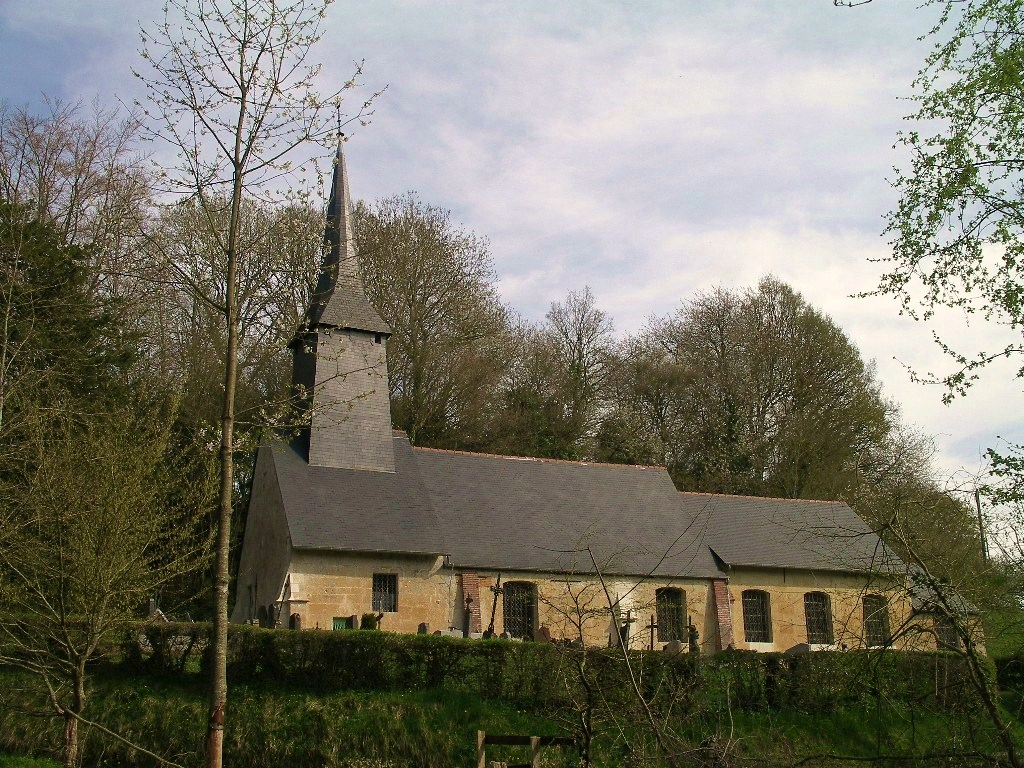
L'église Saint-Martin.
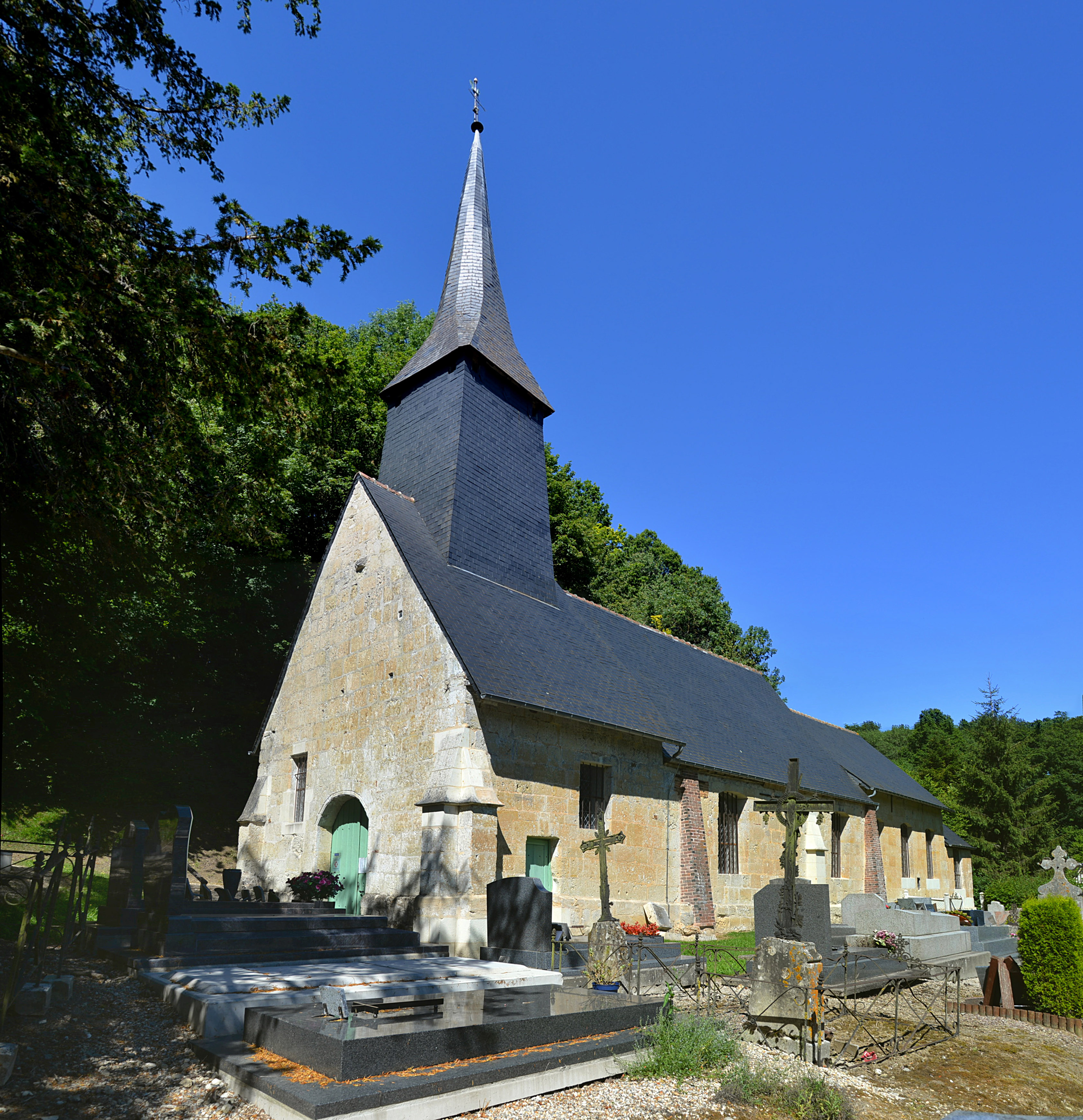
L'église Saint-Martin.
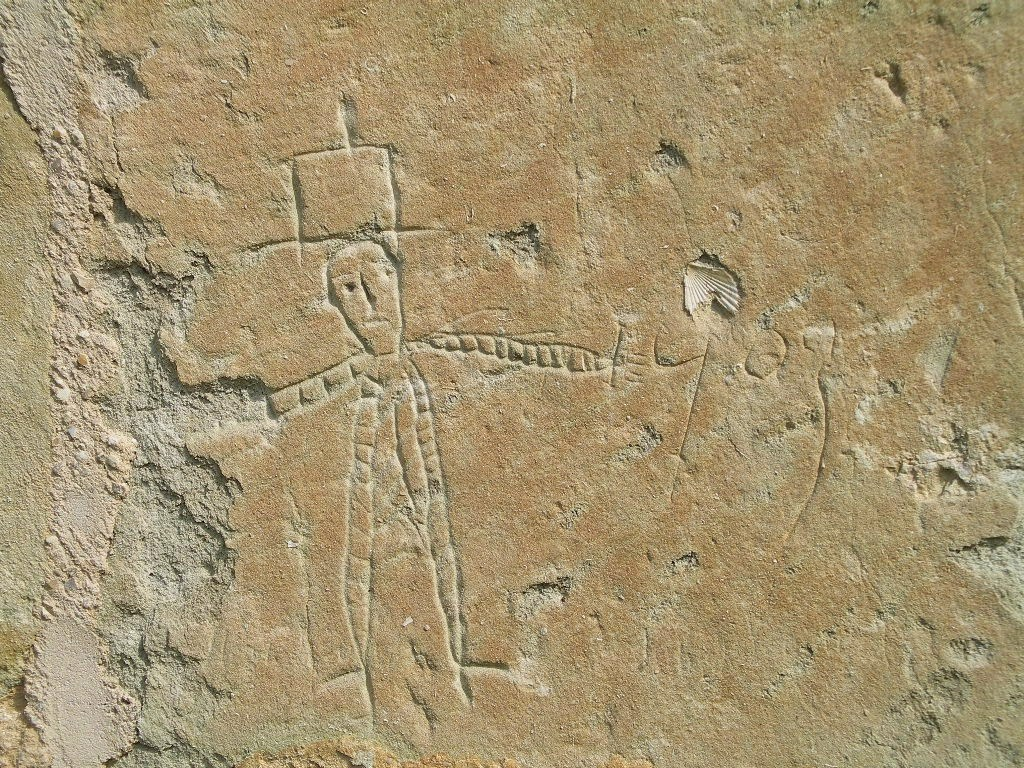
Graffiti sur l'église.
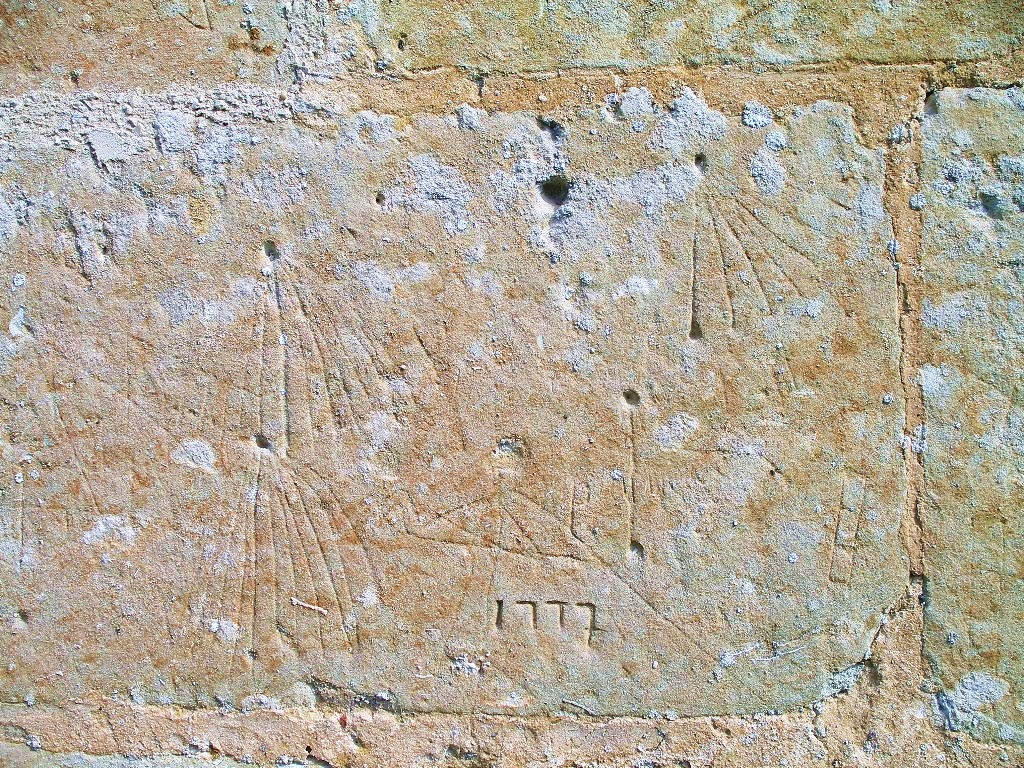
Cadrans canoniaux.
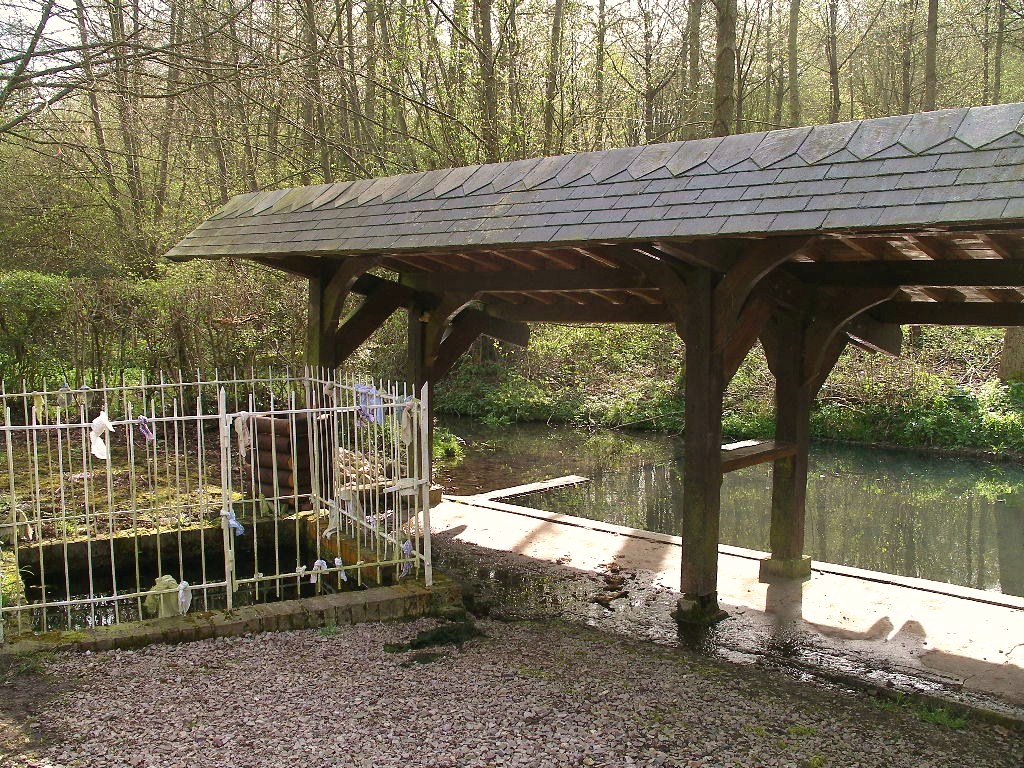
Lavoir et fontaine à guenilles.